# Bucsin-tető
A Bucsin-tető (románul: Pasul Bucin) egy hágó Romániában, a Keleti-Kárpátokhoz tartozó Görgényi-havasokban, 1287 méteres tengerszint feletti magasságban, amely a nyugati Gyergyói-medencét köti össze a Kis-Küküllő völgyével és a keleti Parajd-Szováta-medencével.

## Földrajzi jellemzői
A hágó elválasztja a középső és a déli Görgényi-havasokat, amely a Saca és a Borzont vulkáni kúpok között fekszik. Így a vulkáni kaldera Saca Mica - Saca Mare - Frățileasa - Găinușa - Tătarca - észak-északnyugati (a Frățileasa csúcstól délkeletre, 1648 m) és a Borzont csúcs (1496 m, délnyugati fekvésű) délkeleti széle között helyezkedik el.
A feljutás keletről a Borzontul Mic völgye, nyugatról pedig a Creanga Mare völgye mentén történik.
A hágón átvezető első utat 1853-ban építették ki.Jelenleg a DN13B főútvonal halad át rajta, amely Gyergyószentmiklós városát köti össze Parajd üdülőhelyével. A hágó tetején épült ki a Gyergyóalfaluhoz tartozó Bucsin apró települése, ahol egy motelből, kempingből, több nyaralóból, vendéglátóhelyből, üdülőházakból és panziókból álló turisztikai komplexum, valamint egy sípálya található. A hágó nyugati alján szintén Bucsin néven egy Parajdhoz tartozó település is létezik.

## Fordítás
- Ez a szócikk részben vagy egészben  a   Pasul Bucin című román Wikipédia-szócikk ezen változatának fordításán alapul.  Az eredeti cikk szerkesztőit annak laptörténete sorolja fel. Ez a jelzés csupán a megfogalmazás eredetét és a szerzői jogokat jelzi, nem szolgál a cikkben szereplő információk forrásmegjelöléseként.